# Club de Rugby San Roque
O Club de Rugby San Roque é um clube de rugby fundado em 1971 na cidade de Valencia, quando um professor da escola pública do distrito de Benicalap reuniu um grupo de alunos e criou uma escola para a prática do esporte. Atualmente, o time joga na segunda divisão da Federação de Rugby da Comunidade Valenciana (Federación de Rugby de la Comunidad Valenciana) e possui também uma equipe em cada uma das divisões inferiores da liga.
Entre seus mais recentes sucessos se destacam a ida para a primeira divisão em 2000, ano também marcado por sua invencibilidade e a conquista do Campeonato de Rugby a 13 pelo time júnior na temporada 2004/2005.

## Equipe
Por mais de uma década o clube foca em seus jogadores juniores. A organização é sediada no Colégio Santa María, Valencia, onde mantém seus times de categorias inferiores, desde aquele com jogadores menores de 6 anos (Subprebenjamines), correspondentes à educação infantil, até o junior (Cadetes). Nos meses anteriores ao início das aulas, os instrutores começam o processo de seleção por meio de diversos enfoques em várias escolas da cidade.
O processo termina quando as crianças, que começaram qundo o clube iniciou suas atividades no Colégio Santa Maria, crescem e chegam ao time sênior.
O tempo dedicado no treino dos jovens se materializa nas muitas convocações de jogadores nas categorias inferiores do Time Velenciano de Rugby e, em especial, na participação, também em categorias juniores, na Seleção Espanhola de Rugby, disputando torneios internacionais.